# مجمع وأبراج أبكون
مجمع وأبراج أبكون هو مجمع مباني مخطط في نيروبي، عاصمة كينيا وأكبر مدنها.

## الموقع
يقع مجمع المباني على 3.57 أكر (1.44 ها)، في حي أبر هيل في العاصمة نيروبي، على بعد حوالي 3.7 كيلومتر (2.3 ميل)، جنوب غرب منطقة الأعمال المركزية بالمدينة. تقع ناطحة السحاب عند تقاطع شارع هيلا سيلاسي وطريق لووير هيل.

## نظرة عامة
سيتكون التطوير من فندق مكون من 18 طابقًا، وشقق سكنية تشغل 17 طابقًا، ومساحات مكتبية على 22 طابقًا، ومساحة لوقوف السيارات تتسع لـ 1320 مركبة، ومدرج ومساحة تجارية على ثلاثة طوابق.

## تكاليف البناء
تبلغ تكلفة البناء المقدرة 5.52 مليار شلن كيني (أي ما يعادل 55.5 مليون دولار أمريكي تقريبًا).

## الملكية
يملك المشروع تحالفًا من سبعة مستثمرين، تحت مظلة شركة الخدمات جرينفيلد ديفلوبرز ليمتد. ويوضح الجدول أدناه نسب ملكية المساهمين في المشروع:
| رتبة | اسم المالك                       | نسبة الملكية |
| ---- | -------------------------------- | ------------ |
| 1    | شركة أبكون الدولية ذ.م.م         | 62.60        |
| 2    | شركة سيجنتشر ديفيلوبمنت المحدودة | 18.00        |
| 3    | هاس كونسلت                       | 8.60         |
| 4    | إليز آدان                        | 2.60         |
| 5    | جايش سايني                       | 0.66         |
| 6    | آحرون                            | 7.54         |
|      | المجموع                          | 100.00       |